# マリリアネッラ
マリリアネッラ（イタリア語: Mariglianella）は、イタリア共和国カンパニア州ナポリ県にある、人口約7,900人の基礎自治体（コムーネ）。

## 地理

### 位置・広がり
ナポリ県のコムーネ。県都ナポリから東北東へ17kmの距離にある。

#### 隣接コムーネ
隣接するコムーネは以下の通り。
- ブルシャーノ
- マリリアーノ